# 월드 프로레슬링
《월드 프로레슬링》은 일본 TV 아사히 계열 방송국에서 방송하는 프로레슬링 중계 프로그램이다. 생중계된 적도 있었지만 현재는 녹화 중계된다. 2007년 10월부터 하이비전으로 제작되고 있다. 약칭은 와프로(ワープロ) 혹은 WPW.

## 일본 프로레슬링 중계 시대
월드 프로레슬링은 일본 프로레슬링의 중계 프로그램으로 1969년 7월 2일에 방송을 개시했다. 당초의 방송 시간은 매주 수요일 오후 9시부터 9시 56분까지였다.